# Ḩūrī Daraq
Ḩūrī Daraq (persiska: حوری درق) är en ort i Iran.   Den ligger i provinsen Östazarbaijan, i den nordvästra delen av landet, 500 km nordväst om huvudstaden Teheran. Ḩūrī Daraq ligger 1 539 meter över havet och antalet invånare är 487.
Terrängen runt Ḩūrī Daraq är huvudsakligen kuperad, men norrut är den bergig.Runt Ḩūrī Daraq är det ganska glesbefolkat, med 27 invånare per kvadratkilometer. Närmaste större samhälle är Hūrānd, 12,1 km norr om Ḩūrī Daraq. Trakten runt Ḩūrī Daraq består i huvudsak av gräsmarker.